# Simfonia núm. 4 (Schumann)
La Simfonia núm. 4 en re menor, op. 120, composta per Robert Schumann, va ser completada per primera vegada el 1841. Schumann va revisar a fons la simfonia el 1851, i va ser aquesta versió la que va arribar a publicar-se.
Clara Schumann, la vídua de Robert, va afirmar més tard a la primera pàgina de la partitura de la simfonia —tal com es va publicar l'any 1882 com a part de les obres completes del seu marit (Robert Schumanns Werke, Herausgegeben von Clara Schumann, publicada per Breitkopf & Härtel)— que la simfonia només havia estat esbossada l’any 1841, però no va ser completament orquestrada («vollständig instrumentiert») fins al 1851. Tanmateix, això no era cert, i Johannes Brahms, que preferia molt la versió anterior de la simfonia, la va publicar el 1891 malgrat les enèrgiques objeccions de Clara.

## Moviments
L'obra està escrita per a dues flautes, dos oboès, dos clarinets, dos fagots, quatre trompes, dues trompetes, tres trombons, timbales i les cordes habituals.

La versió de l'obra (publicada el 1851) consta de quatre moviments que se succeeixen sense pausa:
1. Ziemlich langsam — Lebhaft (re menor–re major)
2. Romanze: Ziemlich langsam (la menor–la major)
3. Scherzo: Lebhaft (re menor)
4. Langsam — Lebhaft (re major)

La versió de 1841, però, utilitzava indicacions de tempo italianes en lloc d'alemanyes, amb els quatre moviments següents:
1. Andante con moto — Allegro di molto (re menor–re major)
2. Romanza: Andante (la menor–la major)
3. Scherzo: Presto (re menor)
4. Largo — Finale: Allegro vivace (re major)

El biògraf de Schumann, Peter Ostwald comenta que aquesta versió anterior és "més lleugera i transparent en textura" que la revisió, però que Clara "sempre va insistir que la versió posterior, més pesada i més majestuosa [de 1851] era la millor". Tant Bernard Shore com Donald Tovey van escriure anàlisis de la simfonia i van preferir l'orquestració anterior, tot i que van assenyalar la millora de la integració de la revisió, cosa que suggereix que l'estructura revisada es podria combinar de manera profitosa amb la partitura original en la mesura del possible. Les deficiències de Schumann com a director d'orquestra el van portar a duplicar entrades entre parts, de manera que la partitura es va tornar "interpretable però opaca".
La simfonia està altament integrada per a la seva època, amb material temàtic recurrent entre els moviments. La lenta introducció al primer moviment reapareix al principi del segon moviment, i després té un arabesc de violí basat en ella. Una modificació d'aquest arabesc apareix a la secció de trio de l'scherzo. La lenta introducció al final i el seu tema inicial incorporen frases del tema principal del primer moviment, en diferents tempi. Els acords dramàtics del primer moviment també reapareixen al finale. Tovey va descriure l'estructura general com "possiblement la concepció més gran i magistral de Schumann".
L'scherzo manlleva un tema de la Simfonia núm. 1 en fa menor, op. 7 (1824) de Johann Wenzel Kalliwoda (1801–1866), a qui Schumann admirava. Schumann també podria haver manllevat una melodia que apareix al primer i quart moviments de l'acompanyament continu de corda per a "Siehe! wir preisen selig" ("Feliços i beneïts són ells"), el cor final de la primera escena de l'oratori Paulus de Felix Mendelssohn, una obra que Schumann va elogiar en una carta datada el 2 de març de 1839.